# Раковня
Раковня (пол. Rakownia) — село в Польщі, у гміні Мурована Ґосліна Познанського повіту Великопольського воєводства.
Населення — 530 осіб (2011).
У 1975-1998 роках село належало до Познанського воєводства.

## Демографія
Демографічна структура станом на 31 березня 2011 року:
|          | Загалом | Допрацездатний вік | Працездатний вік | Постпрацездатний вік |
| -------- | ------- | ------------------ | ---------------- | -------------------- |
| Чоловіки | 268     | 64                 | 189              | 15                   |
| Жінки    | 262     | 59                 | 170              | 33                   |
| Разом    | 530     | 123                | 359              | 48                   |